# Gösta Müller
Gösta Ferdinand Müller, född 1 oktober 1918 i Stockholm, död 5 april 1976 i Hägersten, Stockholm, var en svensk skådespelare.

## Filmografi
- 1953 – Vägen till Klockrike
- 1956 – Bakomfilm Blånande hav